# Indie Brytyjskie na Igrzyskach Imperium Brytyjskiego 1938
Indie Brytyjskie na Igrzyskach Imperium Brytyjskiego w 1938 roku w Sydney wystartowały jako jedna z 15 reprezentacji. Była to trzecia edycja tej imprezy sportowej oraz drugi start indyjskich zawodników. Kraj był reprezentowany przez jednego zawodnika w konkurencjach kolarskich. Nie zdobyto żadnych medali. Były to jedyne igrzyska, obok Igrzysk w Vancouver w 1954 roku, gdzie Indie nie zdobyły medalu.

## Skład reprezentacji
Kolarstwo
Mężczyźni:
- Janki Das
  - kolarstwo szosowe - wyścig indywidualny (miejsca 7-16)
  - kolarstwo torowe - scratch na 10 mil (odpadł w eliminacjach), sprint na 1000 m (odpadł w eliminacjach), jazda indywidualna na czas na 1000 m (14. miejsce),